# Balatonederics
Balatonederics község Veszprém vármegyében, a Tapolcai járásban. 

## Fekvése
A Balaton északi partján, a Keszthelyi-fennsík keleti szélén fekszik, a 71-es főút és a Balatont Sopronnal összekötő 84-es főút találkozásánál. Főutcája a 73 143-as számú mellékút – települési nevén Kossuth Lajos utca / Radosi utca –, mely mindkét végpontján a 84-es főúthoz csatlakozik.
Vonattal a Balatonszentgyörgy–Tapolca–Ukk-vasútvonalon érhető el; Balatonederics vasútállomás a belterület keleti széle közelében helyezkedik el, nem messze a két főút találkozási pontjától, közúti elérését a 84-esből kiágazó rövid, 71 339-es számú mellékút biztosítja.

## Története
A település Szent István magyar király korától az 1950-es megyerendezésig Zala vármegyéhez tartozott.
A község nevének első említése 1214-ből maradt fenn. 
A török háborúk idején hol a törökök, hol Szigliget várának magyar katonasága fosztogatta. 
1572-ben a törökök porig égették. 
A török hódoltság után a betelepülő lakosság megélhetésének forrása hosszú ideig a szőlő- és gyümölcstermesztés volt.
A 19. században a szigligeti birtok és kastély báró Puteáni Gézára szállt, aki még 1893-ban is 2246 katasztrális holdnyi földbirtokkal rendelkezett. Ő vagyonát kártyára, nőkre és lóversenyre költötte. Felhalmozódott adósságai miatt az anyjától örökölt szigligeti Lengyel-Puteani kastélyt 1912-ben eladta gróf Esterházy Pálnak, és balatonedericsi kastélyába költözött. Puteáni Géza bárónak a szülei báró Puteáni Vencel (1779–1810) királyi kamarás, kapitány, földbirtokos, és a lengyeltóti Lengyel család sarja, báró lengyeltóti Lengyel Krisztina (1781–1814) voltak, akik egykor sok termőföldet birtokoltak Balatonedericsen is.
A község római katolikus temploma kis magaslaton, valószínűleg középkori alapokra épült 1895-ben, eklektikus stílusban. 
A balatonedericsi szőlőhegyeken szép népi stílusú présházak sorakoznak. A település számos pincéje csatlakozott már a térségi borút egyesülethez. A községet Balatongyörök felé elhagyva jutunk az Afrika Múzeumba, amelynek belső termeiben afrikai gyűjtemény, kívül többek közt maszáj kunyhók és élő afrikai állatok láthatók.

## Közélete

### Polgármesterei
- 1990–1994: Tóth Lajos (független)[3]
- 1994–1998: Németh József (független)[4]
- 1998–2002: Németh József (független)[5]
- 2002–2006: Németh József (független)[6]
- 2006–2010: Németh József (független)[7]
- 2010–2014: Tóth Péter (független)[8]
- 2014–2019: Töreky Lászlóné (független)[9]
- 2019–2022: Papp János (független)[10]
- 2022–2024: Németh László (független)[11]
- 2024– : Németh László (független)[1]

A településen 2022. június 26-án időközi polgármester-választást (és képviselő-testületi választást) kellett tartani, mert a korábbi képviselő-testület 2021. június 23-án feloszlatta magát. [A két dátum közti aránylag hosszú időtartamot a koronavírus-járvány miatt elrendelt korlátozások indokolták, mivel a járványhelyzet fennállása alatt Magyarországon nem lehetett választást kitűzni.] A választáson az addigi polgármester is elindult, de alulmaradt egyetlen kihívójával szemben, aki 72 % fölötti eredménnyel jutott mandátumhoz,

## Népesség
A település népességének változása:
| Lakosok száma | 1030 | 1025 | 1018 | 1042 | 1011 | 1039 | 1040 |
|               | 2013 | 2014 | 2015 | 2021 | 2022 | 2023 | 2024 |

A 2011-es népszámlálás idején a lakosok 89,6%-a magyarnak, 1,6% németnek, 0,2% cigánynak mondta magát (10% nem nyilatkozott; a kettős identitások miatt a végösszeg nagyobb lehet 100%-nál). A vallási megoszlás a következő volt: római katolikus 78%, református 1,5%, evangélikus 0,5%, görögkatolikus 0,1%, felekezeten kívüli 2,5% (16,8% nem nyilatkozott).
2022-ben a lakosság 89,2%-a vallotta magát magyarnak, 2,5% németnek, 0,3% cigánynak, 0,3% románnak, 0,1-0,1% lengyelnek és szlováknak, 3,2% egyéb, nem hazai nemzetiségűnek (9,9% nem nyilatkozott; a kettős identitások miatt a végösszeg nagyobb lehet 100%-nál). Vallásuk szerint 58,4% volt római katolikus, 2% református, 1% evangélikus, 0,1% görög katolikus, 0,1% egyéb keresztény, 0,8% egyéb katolikus, 6,9% felekezeten kívüli (30,7% nem válaszolt).

## Nevezetességei
- Afrika Múzeum és Állatkert (Kültelek 11., a 71-es főút mellett)[15]
- A település területén négy fokozottan védett barlang található, a Csodabogyós-barlang, a Döme-barlang, a Jakucs László-barlang és a Kessler Hubert-barlang.
- Fekete-kastély
- Keresztelő Szent János-templom

## Képgaléria

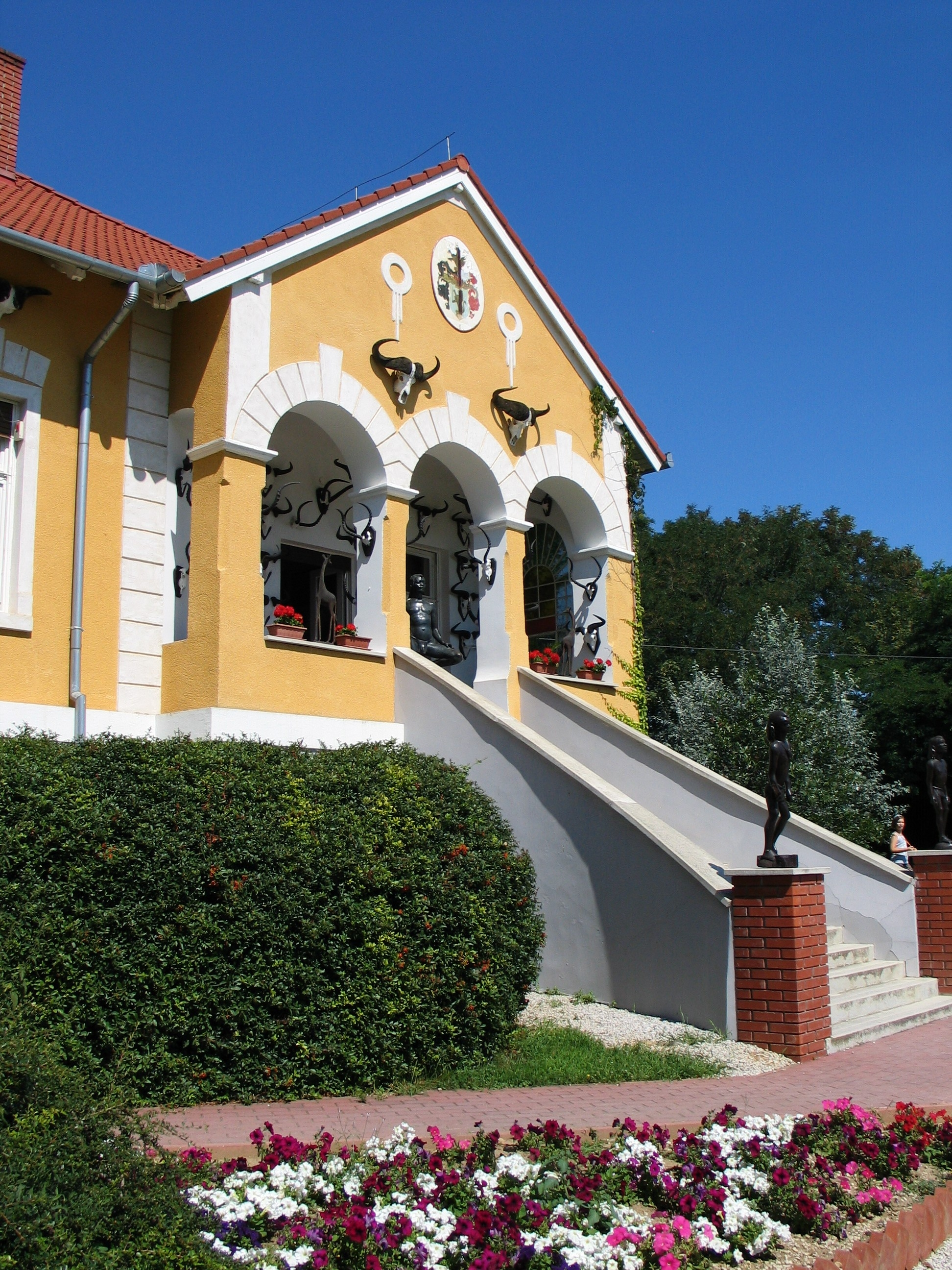
Afrika Múzeum és Állatkert
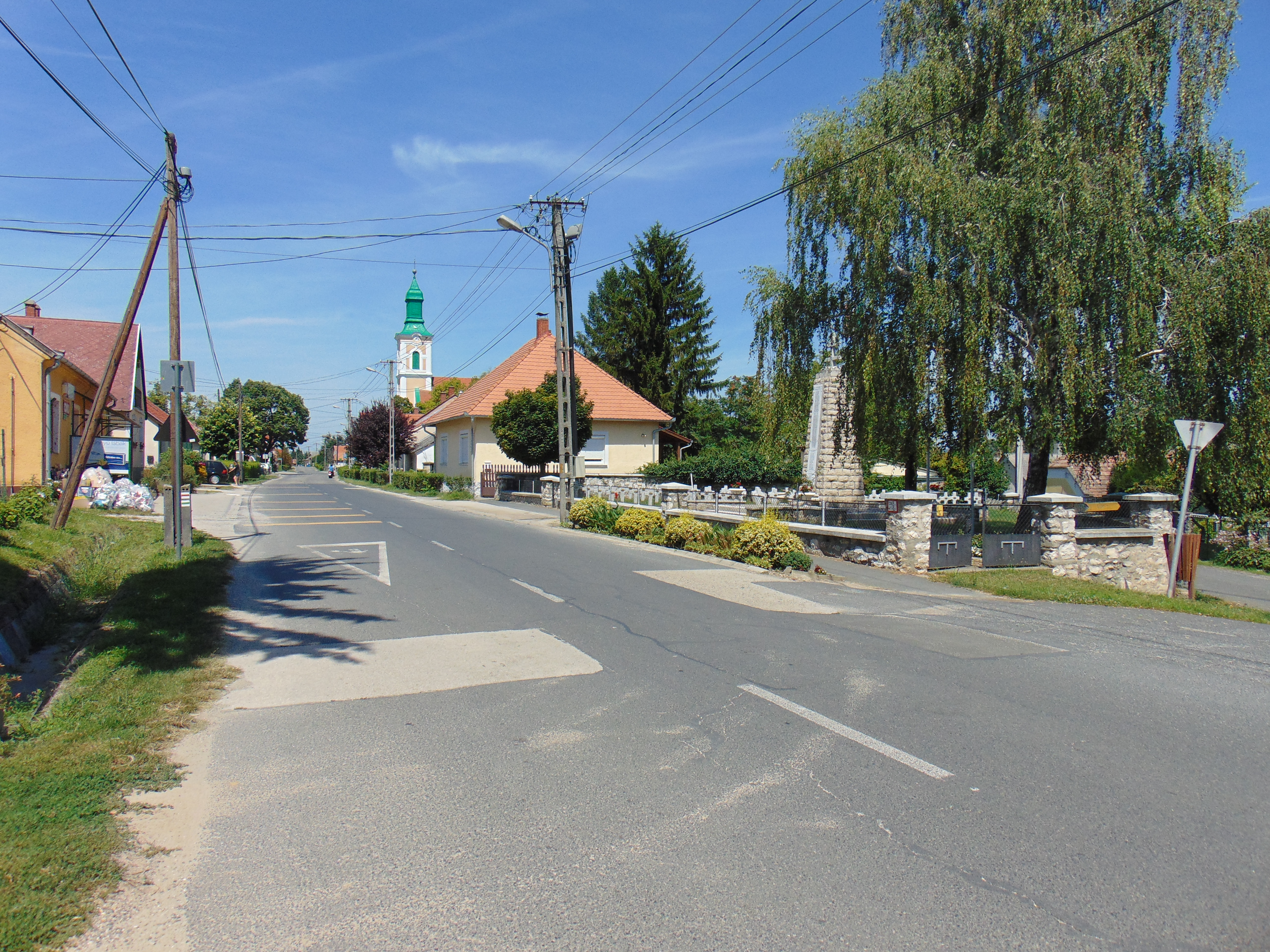
Balatonedericsi utcakép
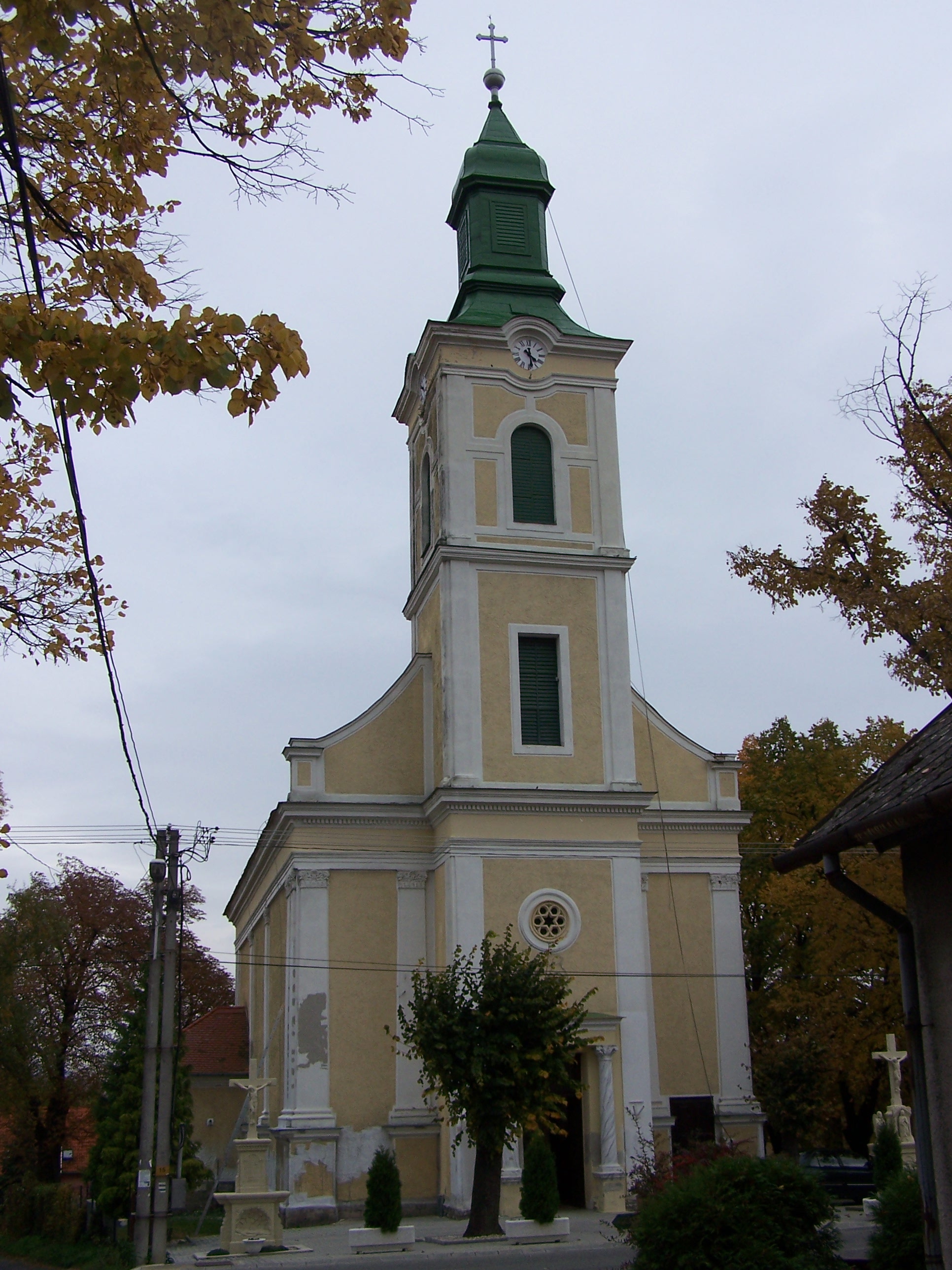
A Keresztelő Szent János-templom
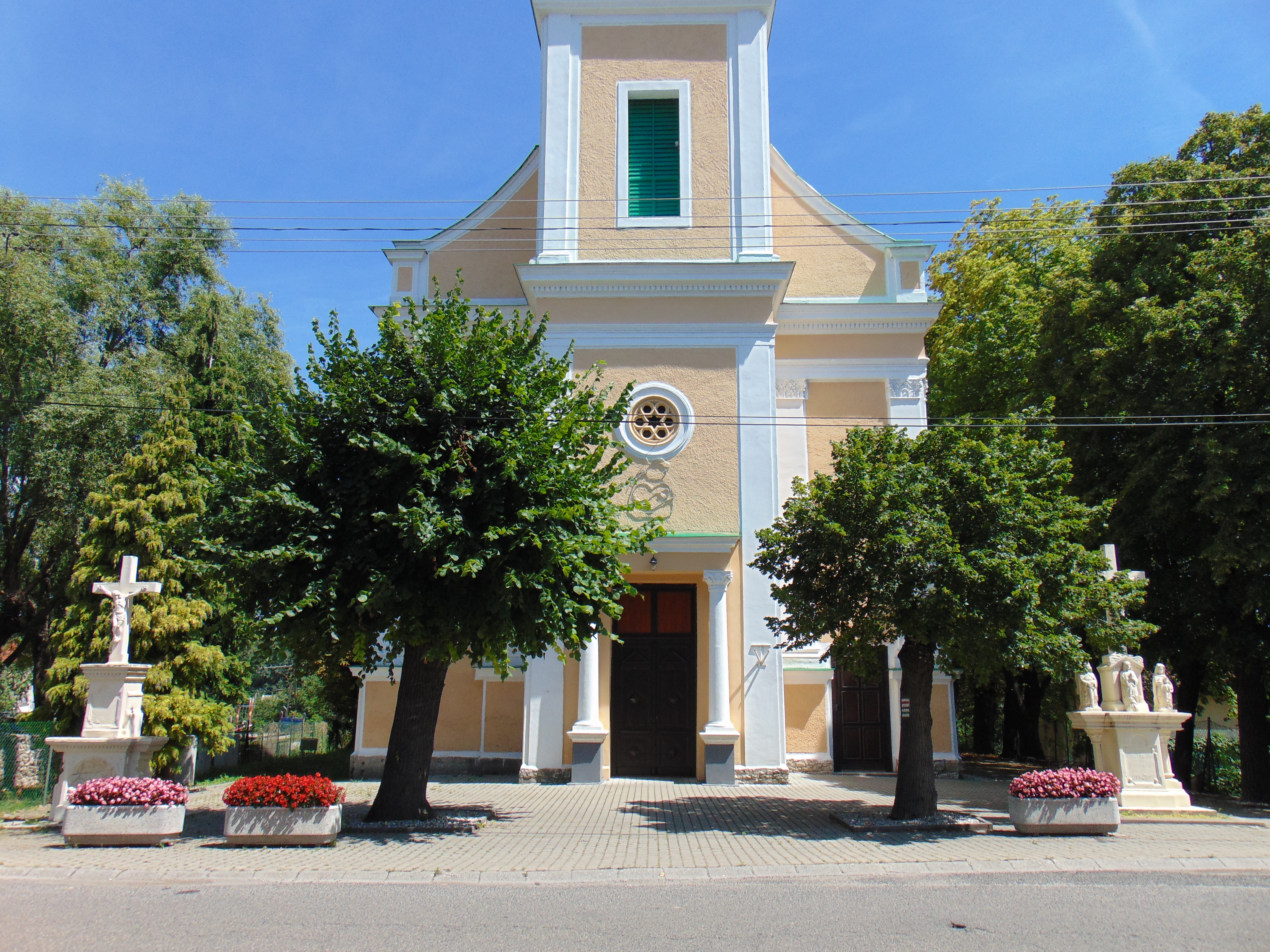
A templom bejárati traktusa
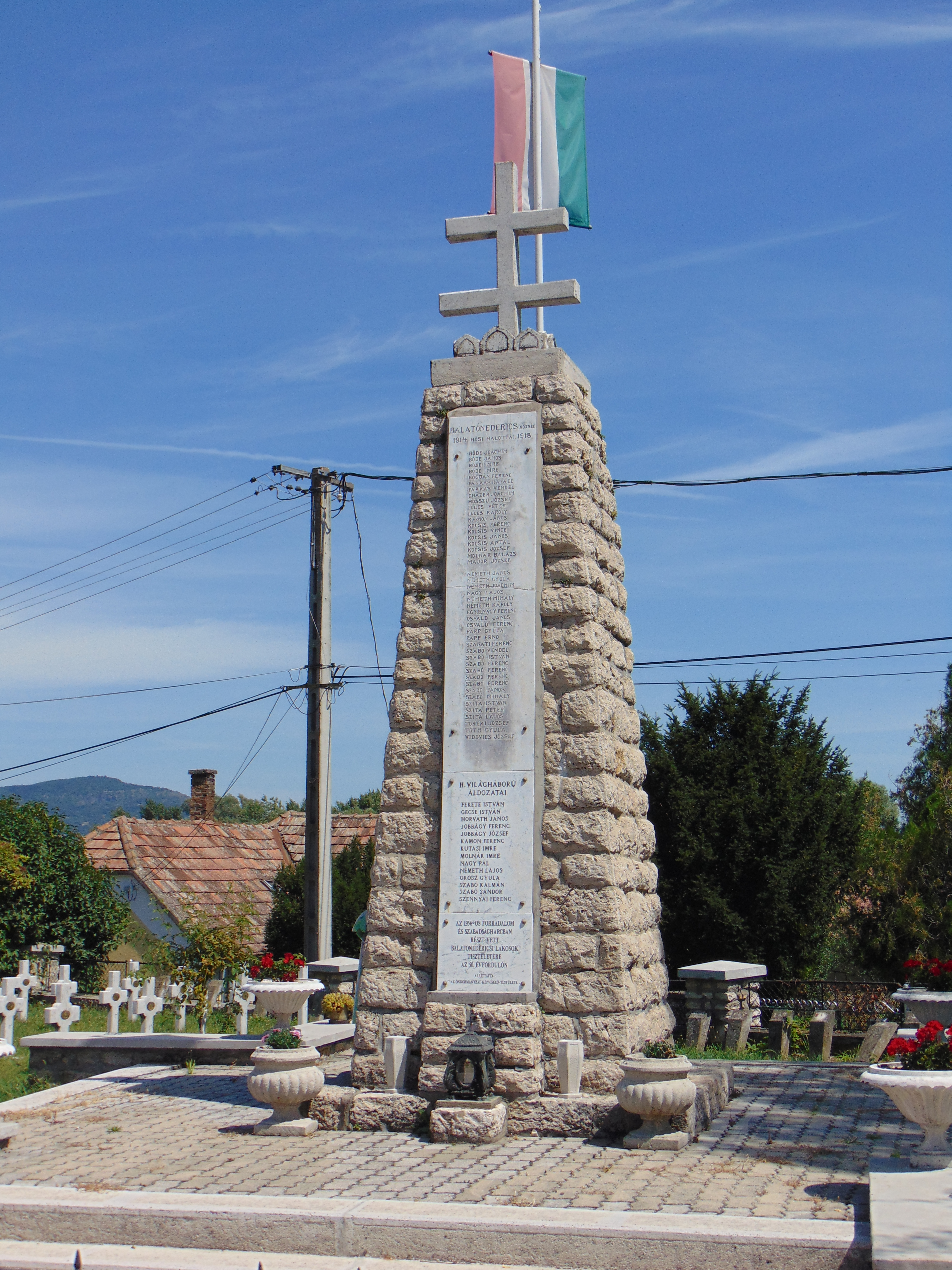
Balatonederics hősi emlékműve
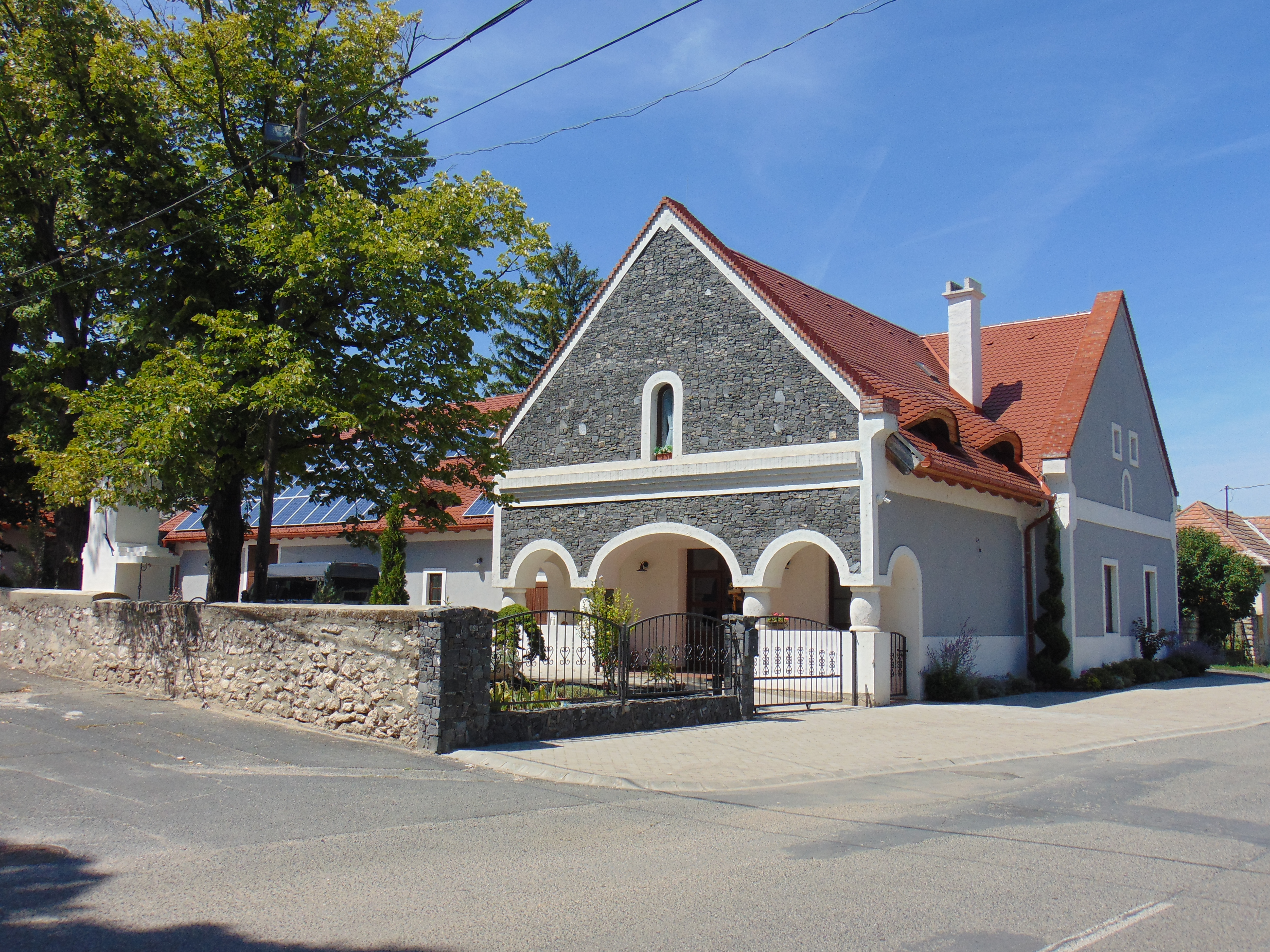
Szépen felújított, módos polgárház a falu központjában
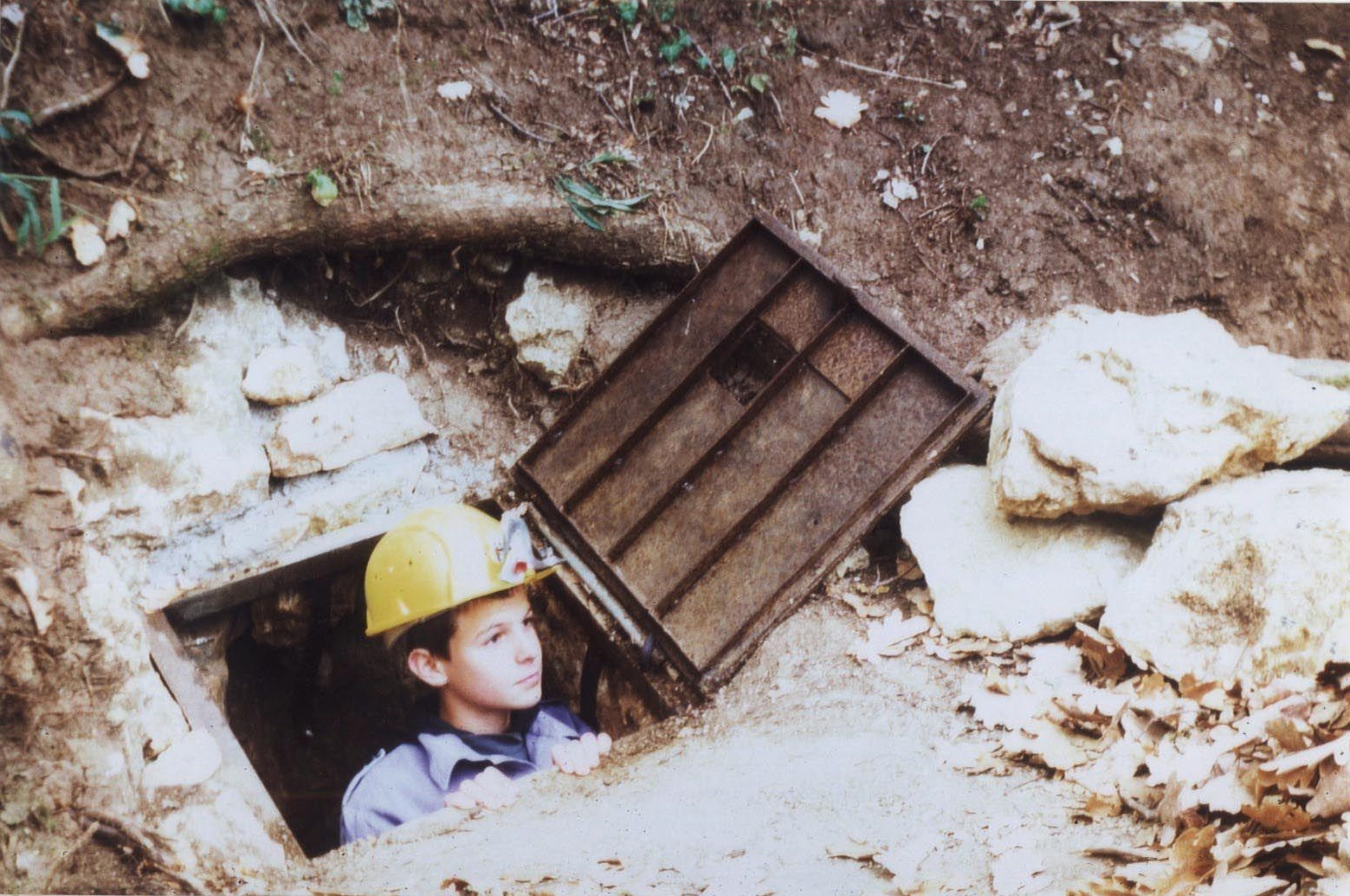
A Döme-barlang bejárata a Szabad-hegy keleti oldalában